# Gyrohypnus angustatus
Gyrohypnus angustatus är en skalbaggsart som beskrevs av Stephens 1833. Gyrohypnus angustatus ingår i släktet Gyrohypnus, och familjen kortvingar. Arten är reproducerande i Sverige.